# 阿爾巴尼亞—土耳其關係
阿爾巴尼亞－土耳其關係是阿爾巴尼亞和土耳其之間雙邊對外關係。阿爾巴尼亞在安卡拉設有大使館，在伊斯坦布爾設有總領事館。土耳其在地拉那有一個大使館。這兩個國家主要是穆斯林和伊斯蘭合作組織（OIC）的一部分。 此外，兩國也是北大西洋公約組織（北約和地中海聯盟（UfM）的正式成員。土耳其和阿爾巴尼亞是歐洲聯盟（歐盟）的候選國(阿爾巴尼亞也是土耳其帝國在歐洲最後的屬國)。